# Mama's Bad Boy
Mama's Bad Boy è il secondo album del rapper statunitense Master P, pubblicato nel 1992.
| Recensione | Giudizio |
| ---------- | -------- |
| AllMusic   | [ 1 ]    |

## Tracce
1. Shoot 'Em Up – 4:31
2. Psycho Rhymes – 3:12
3. Bloody Murder – 4:06
4. Fuck a Bitch Cuz I'm Paid – 3:24
5. Eyes of a Killer – 2:25
6. I'm Going Big Time – 3:56
7. Mama's Bad Boy – 3:36
8. Ooh Shit – 2:46
9. Watch Your Ass – 4:58
10. Premeditated Murder – 3:05
11. Dope, Pussy and Money – 4:58
12. Rich and Dangerous (T.R.U.) – 1:54
13. Trust No Body (featuring E-A-Ski) – 4:13
14. Shouts – 3:14